# 1495
- Wikisource

| Calendário gregoriano                                                        | 1495 MCDXCV                                          |
| Ab urbe condita                                                              | 2248                                                 |
| Calendário arménio                                                           | 944 – 945                                            |
| Calendário bahá'í                                                            | -349 – -348                                          |
| Calendário budista                                                           | 2039                                                 |
| Calendário chinês                                                            | 4191 – 4192 Início a 26 de janeiro (aproximadamente) |
| Calendário copta                                                             | 1211 – 1212                                          |
| Calendário etíope                                                            | 1487 – 1488                                          |
| Calendários hindus - Vikram Samvat - Calendário nacional indiano - Cáli Iuga | 1550 – 1551 1416 – 1417 4595 – 4596                  |
| Calendário Holoceno                                                          | 11495                                                |
| Calendário islâmico                                                          | 900 – 901                                            |
| Calendário judaico                                                           | 5255 – 5256                                          |
| Calendário persa                                                             | 873 – 874                                            |
| Calendário rúnico                                                            | 1745                                                 |
| Calendário solar tailandês                                                   | 2038                                                 |

1495 (MCDXCV, na numeração romana) foi um ano comum do século XV do Calendário Juliano, da Era de Cristo, e a sua letra dominical foi D (53 semanas), teve início a uma quinta-feira e terminou também a uma quinta-feira.
| Ano completo                        |
| ----------------------------------- |
| Ano comum com início à quinta-feira |

## Eventos
- 1 de Junho - O frade John Cor descreve a primeira destilação de whisky.
- 19 de Maio - D. Manuel I de Portugal, por Alvará de 19 de Maio, confirma a João Vaz Corte Real na capitania de Angra e faz-lhe mercê da alcaidaria do Castelo de São Luís, também chamado de Castelo dos Moinhos, e da ilha de São Jorge.
- Viagem de João Fernandes Lavrador e Pêro de Barcelos à Gronelândia. Nesta viagem avistam a terra a que dão o nome Labrador (lavrador).
- 27 de outubro - O Duque de Beja, Dom Manuel é aclamado rei de Portugal, sucedendo a seu primo o rei Dom João II de Portugal que falecera 2 dias antes.

## Nascimentos
- 4 de Dezembro – Matthäus Alber, reformador alemão (m. 1570).
- Matteo da Bascio, fundador da Ordem dos Capuchinhos (m. 1552).

## Mortes
- 31 de maio - Cecília Neville, mãe dos reis de Inglaterra:Eduardo IV e Ricardo III (n. 1415).
- 25 de Outubro - Rei João II de Portugal (n. 1455).
- Joss van Hürter - 1.º capitão-donatário da Ilha do Faial e Pico.